# هروه گورسه

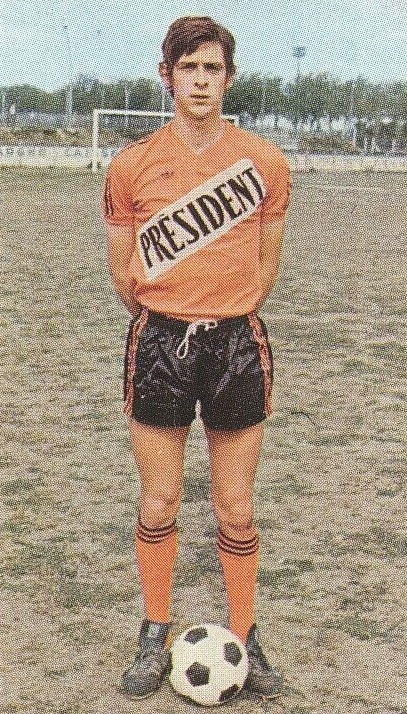
هروه گورسه - ۱۹۷۶

هروه گورسه (انگلیسی: Hervé Gorce; ۳ دسامبر ۱۹۵۲ – ۱۴ اوت ۲۰۰۸) بازیکن فوتبال اهل فرانسه بود.